# 미키크
미키크(러시아어: Микик)는 러시아 다게스탄 공화국 루툴스키군의 셀로(Cело)이다. 인구는 2010년 기준 532명으로, 1989년(453명)과 2002년(370명)보다 증가한 수치이다. 3개의 거리가 위치해 있다.

## 지리
미키크는 사무르강의 강변에 위치하며, 루툴스키군의 중심지인 루툴에서 북서쪽으로 31km 떨어져 있다. 겔메츠와 히야흐는 가장 가까운 정착지이다.

## 민족
인근의 겔메츠와 마찬가지로 차후르인이 거주한다.